# Kathleen Burke
Kathleen Burke (Hammond, 5 settembre 1913 – Chicago, 9 aprile 1980) è stata un'attrice statunitense.

## Biografia

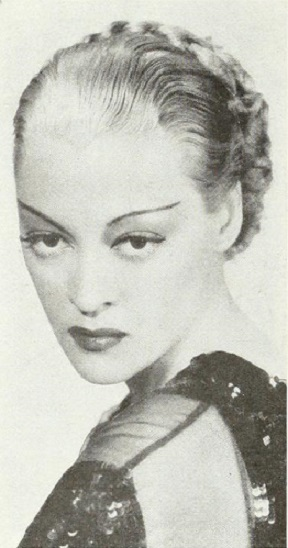
Kathleen Burke nel 1936

Già attrice radiofonica e modella, nel 1932 vinse un concorso sponsorizzato dalla Paramount e poté così interpretare il ruolo di Lota, la “donna pantera”, nel film L'isola delle anime perdute, diretto da Erle C. Kenton e interpretato da Charles Laughton. La sua fama rimase legata a quell'interpretazione malgrado avesse recitato, nei successivi sei anni, in una ventina di film, tra cui I lancieri del Bengala (1935) di Henry Hathaway e La moglie di Craig (1936) di Dorothy Arzner. Nel suo ultimo film, Rascals (1938), ebbe solo una piccola parte. Si sposò tre volte ed ebbe una figlia. Morì d'infarto a Chicago nel 1980.

## Filmografia parziale
- L'isola delle anime perdute (Island of Lost Souls), regia di Erle C. Kenton (1932)
- Murders in the Zoo, regia di A. Edward Sutherland (1933)
- Sunset Pass, regia di Henry Hathaway (1933)
- School for Girls, regia di William Nigh (1934)
- Good Dame, regia di Marion Gering (1934)
- I lancieri del Bengala (The Lives of a Bengal Lancer), regia di Henry Hathaway (1935)
- L'avamposto (The Last Outpost), regia di Charles Barton e Louis J. Gasnier (1935)
- Nevada, regia di Charles Barton (1935)
- The Lion Man, regia di John P. McCarthy (1936)
- La moglie di Craig (Craig's Wife), regia di Dorothy Arzner (1936)
- Boy of the Streets, regia di William Nigh (1937)
- Rascals, regia di H. Bruce Humberstone (1938)